# In kastus in vivo
In kastus in vivo — концертний альбом українського рок-гурту «Кому Вниз», записаний за матеріалом виступу 13 вересня 1997 року в приміщенні Київського політехнічного інституту.

## Треклист
| #   | Назва                        | Тривалість |
| --- | ---------------------------- | ---------- |
| 1.  | «Світ білих веж»             | 5:41       |
| 2.  | «Попіл»                      | 4:42       |
| 3.  | «Виє мама»                   | 3:38       |
| 4.  | «Неба зорі»                  | 3:39       |
| 5.  | «Птаха на ймення Nachtigall» | 4:15       |
| 6.  | «Пісня химерного краю»       | 5:17       |
| 7.  | «Майстер з міста Hameln»     | 5:07       |
| 8.  | «Привид з гаю»               | 5:57       |
| 9.  | «Нава»                       | 5:23       |
| 10. | «Від Києва до Ольстера»      | 2:55       |
| 11. | «Кленовий вогонь»            | 4:17       |